# Voodoo (album D’Angela)
Voodoo – drugi album amerykańskiego muzyka neo soulowego D’Angelo, wydany 25 stycznia 2000 roku. Dotarł do szczytu listy Billboard 200.
W 2003 album został sklasyfikowany na 488. miejscu listy 500 albumów wszech czasów dwutygodnika „Rolling Stone”.

## Lista utworów
1. „Playa Playa” (Archer/Thompson/Stone) – 7:06
2. „Devil’s Pie” (Archer/Martin) – 5:21
3. „Left & Right” (Archer/Smith/Noble/Fareed) – 4:46
4. „The Line” (Archer) – 5:16
5. „Send It On” (Archer et al.) – 5:56
6. „Chicken Grease” (Archer/Poyser/Thompson) – 4:38
7. „One Mo’Gin” (Archer) – 6:13
8. „The Root” (Archer/Hunter) – 6:33
9. „Spanish Joint” (Archer/Hargrove) – 5:44
10. „Feel Like Makin’ Love” (McDaniels) (cover Robery Flack) – 6:22
11. „Greatdayindamornin’/Booty” (Archer/Hunter/Stone/Thompson) – 7:35
12. „Untitled (How Does It Feel)” (Archer/Saadiq) – 7:10
13. „Africa” (Archer/Thompson/Stone) – 6:13